# Cosmosoma dealbata
Cosmosoma dealbata är en fjärilsart som beskrevs av Max Wilhelm Karl Draudt 1915. Cosmosoma dealbata ingår i släktet Cosmosoma och familjen björnspinnare. Inga underarter finns listade i Catalogue of Life.